# Pangalloanserae
Pangalloanserae è un clade di uccelli, evolutisi circa 105 milioni di anni fa, definito in uno studio del 2001 di Jacques Gauthier e Kevin de Queiroz come il "clade più inclusivo contenente Galloanserae ma non Neoaves". Contiene Galloanserae corona e tutti gli steam-galloanserae.